# Балынец, Владимир Андреевич
Балынец Владимир Андреевич (род. 25 апреля 1985) — российский пауэрлифтер, серебряный призёр Паралимпийских игр 2012,  чемпион мира 2019 года, заслуженный мастер спорта России.

## Биография
Родился 25 апреля 1985 года в Якутске. Спортсмен-инструктор в Школе высшего спортивного мастерства (Якутск).

## Спортивные достижения
- Многократный чемпион России по пауэрлифтингу среди лиц с поражением опорно-двигательного аппарата (ПОДА).
- Серебряный призёр Первенства Азии среди лиц с ПОДА (2007).
- Победитель открытого чемпионата Америки (2015)
- Абсолютный рекордсмен мира по классическому жиму лёжа IPF (среди спортсменов без инвалидности) на 2018 год

Летние Паралимпийские игры
- Серебро (Лондон, Великобритания, 2012 год) — пауэрлифтинг, весовая категория до 48 кг.

Чемпионаты мира
- Бронза (Дубай, 2014) — жим лёжа, весовая категория до 49 кг.
- Золото (Нур-Султан,2019) - весовая категория до 49 кг.

Чемпионаты Европы
- Золото (Алексин, 2013) жим лёжа, до 49 кг
- Золото (Эгер, 2015) жим лёжа, до 49 кг

## Награды
- Медаль ордена «За заслуги перед Отечеством» 2 степени (2012)
- Орден «Полярная Звезда» (2012)[1]
- Знак отличия «Гражданская доблесть» (2015)